# Euchromius bleszynskiellus
Euchromius bleszynskiellus is een vlinder uit de familie grasmotten (Crambidae). De wetenschappelijke naam is voor het eerst geldig gepubliceerd in 1964 door Popescu-Gorj.
De soort komt voor in Europa.